# Ilija Crijević
Ilija Crijević, latinos névváltozatok: Aelius Lampridius Cerva, Elio Cerva, Aelius Cervinus (Raguza, 1460 vagy 1463? – Raguza, 1520. szeptember 15.) raguzai horvát humanista költő.

## Élete
Rómában tanult, mestere Pomponius Laetius volt és ez időben Aelius Lampridius Cervinus-nak nevezte magát. Rómában oly nagy tekintélyű volt, hogy a költői koszorúra is méltónak találták. Raguzába történő visszatérése után különféle hivatalokat töltött be szülővárosában, 1494-től 1504-ig, valamint 1510-től haláláig iskolai rektor volt. Egy 1510 körüli forrás mint kanonokot említi. Munkái kéziratban maradtak fenn. Magyar vonatkozású költeményeit, beszédeit, leveleit Hegedűs István publikálta. Ismert egy Flavia nevű római leányhoz írott szerelmes versei, valamint hazafias ódái is.